# Zarang
Zarang o Zarandj (paixtu: زرنج; persa: زرنج) és una ciutat de l'Afganistan prop de la frontera amb Iran. És capital de la província de Nimruz i del districte de Zaranj, el qual té uns 70.000 habitants. Disposa d'un aeroport prop de la ciutat. Fou fundada a la segona meitat del segle XX com a centre administratiu.

## Història
El nom deriva de la província de Drangiana o Zarangiana que apareix ja a la Inscripció de Behistun d'origen aquemènida i altres (sota la forma Zranka, en accadi Za-ra-an-ga), i que en la seva forma grega encara esmenta Isidor de Carax al segle i. Al temps dels sassànides es van encunyar monedes a Sakastan i concretament a Zarang des de la segona meitat del segle v. La regió va agafar el nom de Sistan, deformació de Zarang. Va tenir un bisbe nestorià segons les actes dels concilis del 430 i 577 (el cristianisme hauria durat fins al segle xi).
Els àrabs dirigits per ar-Rabi ibn Ziyad al-Harithí (enviat per Abd-Al·lah ibn Àmir) van arribar a Zarang el 651/652; el dikhan local, després d'una batalla, va decidir fer un acord de pau i va prometre pagar un tribut anual en diners i esclaus, acord que fou confirmat pel marzban o ispahbadh de Sistan. Monedes àrabo-sassànides foren encunyades a Sistan, segurament a Zarang, els anys 31 i 32 de l'hègira (652-653). Quan Abd Allah ibn Amir va nomenar un nou governador, Abd Allah ibn Samura, la ciutat es va revoltar; sotmesa se li va imposar un tribut més fort. Abd-Al·lah ibn Samura va governar dotze anys i va afermar el domini àrab musulmà. Fou la base per expedicions cap a Bust i els zunbils, i fins i tot contra els kabulshahs. Els kharigites es van estendre pel Sistan i van dominar les zones rurals però la ciutat de Zarang va romandre un feu segur del califat. Amb la revolta d'Abu-Múslim al Khorasan el caos es va apoderar de Zarang i diverses faccions tribals es van disputar el control. El 755 els abbàssides van poder restablir el control. Al final del segle VIII el Sistan oriental fou sacsejat per una revolta kharigita que va durar trenta anys dirigida per Hamza ibn Adharak. Encara que Zarang va restar fidel als abbàssides el control de les zones rurals se'ls escapava i els impostos no arribaven a la capital del califat. El darrer governador tahírida del Sistan, Ibrahim ibn al-Hussayn al-Kusi va haver d'abandonar Zarang el 854 a mans dels ayyars locals entre els quals Yaqub ibn al-Layth as-Saffar que es va imposar com emir de Zarang.
Durant un segle i mig, fou la capital safàrida fins que fou ocupada pels gaznèvides el 1002. La ciutat fou durant el domini safàrida força pròspera i alguns geògrafs musulmans han deixat descripcions com al-Istakhrí, Ibn Hàwqal i al-Muqaddassí. Tenia una forma circular i els murs protegien la medina i el rabad i tenien cinc portes. El 1003 la vila es va revoltar contra els gaznèvides i va patir el càstig; la gran mesquita fou saquejada i nombroses persones massacrades. Es va recuperar i fou la capital dels maliks nàsrides del Sistan (1030-1225) fins a l'arribada dels mongols (el desembre del 1222 i poc després van matar el màlik nàsrida Nusrat al-Din ibn Yamin al-Din Bahram Shah) i després la dels maliks mihrabànides a partir del 1236, però el nom de Zarang va desaparèixer de l'ús des del segle xi sent substituïda per Madinat Sijistan o Shahr-i Sistan. La ciutat no obstant hauria seguit existint fins que fou saquejada i destruïda per Tamerlà el novembre o desembre del 1383. El 1422 el màlik mihrabànida Shams al-Din va iniciar la construcció d'una nova capital anomenada Birak o Mirak, ‘lluny de les arenes, i sobre les ribes del Helmand’.
Les ruïnes de la ciutat són ara a pocs quilòmetres al nord de la moderna Zabul i antiga Nusratabad o Nasirabad. El complex de ruïnes es diu Nad-i Ali i és a l'est del riu Helmand. La ciutat fou refundada modernament amb finalitat administrativa a la vora de la frontera amb Iran.